# El Secar de la Real
El Secar de la Real és una barriada de Palma del districte nord, que limita a ponent amb Son Anglada i el polígon de Can Valero pel torrent de la Riera, al nord amb Establiments Vell pels camins de Ca na Verda, del Vicari i de Son Espases i amb Son Sardina pel torrent d'en Barberà, a llevant amb Son Rossinyol i Son Pardo (La Indioteria) per la carretera de Sóller i al sud amb Cas Capiscol per la Via de Cintura.
Es coneix també com a Sant Bernat de la Real. Rep el nom del Monestir de la Real, ben al mig de la contrada, declarat bé d'interès cultural l'any 2006. També hi ha l'Hospital de Son Espases, que substituí l'Hospital de Son Dureta. Aquest projecte ha estat molt controvertit pel rebuig que ha generat entre els veïnats de la zona i diversos col·lectius, i ha estat esquitat per un cas de corrupció.

## Història
L'àrea que actualment ocupa el Secar de la Real ha estat habitada des de la prehistòria, com ho demostren restes arqueològiques del Neolític trobades durant excavacions recents. Aquest assentament primitiu mantenia contactes comercials amb altres cultures mediterrànies, incloent-hi els fenicis, tal com evidencien els fragments de ceràmica púnica documentats en la zona.
En època romana, el lloc va esdevenir un nucli de població rellevant, sent un dels jaciments més significatius de l'illa. Posteriorment, en el període romà d'Orient, la presència humana va continuar, com ho testimonien les peces ceràmiques identificades d'aquesta etapa. Amb la dominació islàmica de Mallorca, les seves terres es van integrar dins una xarxa agrícola irrigada gràcies a una avançada gestió hidràulica. Aquests treballs de canalització van convertir la zona en un territori fèrtil, fet que explica el seu nom original en àrab, Al-Riyad ("el jardí" o "el verger").
Després de la conquesta de Mallorca el 1229, el territori va passar a mans feudals. El 30 de juny de 1239, el comte Nunó Sanç va cedir aquestes terres a l'orde del Cister, fet que propicià la fundació del monestir de Santa Maria de la Real. Aquest establiment es va convertir en un centre d'organització agrícola i religiosa. El monestir s'ubicà inicialment en una antiga fortificació, però posteriorment es traslladà a la seva ubicació definitiva. L'entorn del monestir es beneficiava de la presència de dues síquies principals, la síquia de la font de la Vila i la síquia d'en Baster, que garantien un subministrament d'aigua fonamental per al desenvolupament agrari.
A partir del segle xix, la desamortització eclesiàstica de 1812 va afectar el monestir, i moltes de les seves propietats van ser venudes o establertes com a possessions particulars, com Ca Don Marc, Sa Vinya, Son Serra Parera, Can Granada, Son Espases Vell i Can Cànaves. Durant bona part del segle xx, el Secar de la Real va mantenir una configuració semi-rural, amb una combinació d'explotacions agrícoles i algunes zones urbanitzades. No obstant això, en la segona meitat del segle, el creixement de Palma va propiciar un progressiu desenvolupament urbanístic.
Als inicis de la dècada de 2010, la construcció de l'Hospital de Son Espases suposà una de les transformacions més destacades del territori, generant un ampli debat sobre l'impacte urbanístic i mediambiental en l'entorn del barri.